# Rugby, Storbritannien

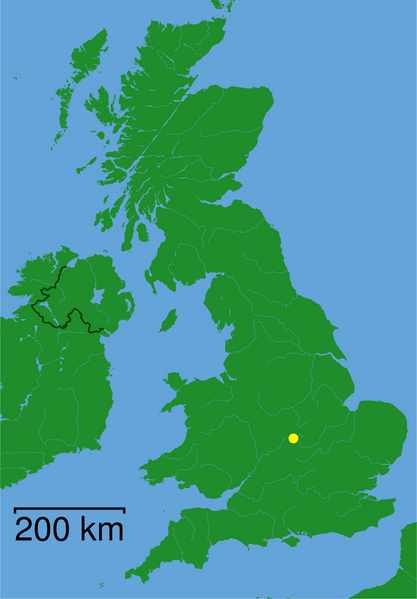

Rugby är den näst största staden i Warwickshire, ett grevskap i mellersta England i Storbritannien. Invånarna uppgick 2011 till 70 628 i antalet. Staden nämndes i Domedagsboken (Domesday Book) år 1086, och kallades då Rocheberie.
Bollsporten Rugby uppkom i denna stad. I Rugby möts de viktiga motorvägarna M1 och M6.

### Fotnoter
1. ↑  p ”Rugby (Warwickshire)” (på engelska). Rugby on City Population. http://www.citypopulation.de/php/uk-england-westmidlands.php?cityid=E35001272 p. Läst 22 mars 2015.
2. ↑  ”Warwickshire Q-Z”. The Domesday Book Online. http://www.domesdaybook.co.uk/warwickshire3.html#rugby. Läst 6 november 2022.